# Ganbaataryn Odbayar
Odbayar Ganbaataryn (Ulan Bator, 20 agosto 1989) è un judoka mongolo.

## Biografia
Ai Giochi asiatici di Incheon 2014 ottenne l'argento nella categoria dei 73 kg.
Ai mondiali di Astana 2015 guadagnò il bronzo a squadre.
Rappresentò la Mongolia ai Giochi olimpici estivi di Rio de Janeiro ricevendo un bye al primo turno del torneo dei -73 kg e vincendo per ippon al secondo turno contro l'egiziano Mohamed Mohyeldin. Venne eliminato al terzo turno dall'atleta statunitense Nicholas Delpopolo per un punteggio di 10-0.
Ai mondiali di Budapest 2017 vinse il bronzo nei 73 kg.

## Palmarès
- Mondiali

Astana 2015: bronzo a squadre;
Budapest 2017: bronzo nei 73 kg.
- Giochi asiatici

Incheon 2014: argento nei 73 kg.
- Campionati asiatici

Kuwait 2015: bronzo nei 73 kg.
Hong Kong 2017: argento nei 73 kg.

### Vittorie nel circuito IJF
| Data            | Località  | Paese               | Categoria |
| --------------- | --------- | ------------------- | --------- |
| 11 marzo 2017   | Baku      | Azerbaigian         | Gran Slam |
| 27 ottobre 2017 | Abu Dhabi | Emirati Arabi Uniti | Gran Slam |